# Дудинцев Володимир Дмитрович
Володи́мир Дми́трович Дуди́нцев (рос. Дудинцев Владимир Дмитриевич; *29 липня 1918, Куп'янськ — †22 липня 1998, Москва) — радянський і російський письменник українського походження.

## Життєпис
Народився 16 (29) липня 1918 в Куп'янську Харківської області. 1940-го закінчив Московський юридичний інститут. Після цього був мобілізований до лав Червоної Армії, учасник Великої Вітчизняної війни. Отримав поранення під Ленінградом, почав працювати в воєнній прокуратурі в Сибіру (1942—1945). Після війни працював у Москві, писав нариси в газеті «Комсомольська правда» (1946—1951).
1952-го вийшла збірка оповідань «У семи богатирів» («У семи богатырей»), в 1953 — повість «На своєму місці» («На своём месте»). 1956-го опублікував роман «Не хлібом єдиним» («Не хлебом единым»), що викликало великий резонанс і дискусії.
Єдиний фантастичний твір Дудинцева, чий роман «Не хлібом єдиним» (1956; 1957) став першою ластівкою хрущовської «відлиги», — повість «Новорічна казка» (1956; 1965), в котрій вчений перед лицем неминучої смерті відкриває нове джерело дешевої енергії. Своєю граничною насиченістю — ідеї, сюжету і характеру героя — повість різко контрастує з трафаретами наукової фантастики тієї пори.
Після виходу «Новорічної казки» («Новогодней сказки») (1960) і збірок «Повісті й оповідання» («Повести и рассказы») (1959) та «Оповідання» («Рассказы») (1963) на публікації творів Дудинцева була накладена фактична заборона. 1987-го вийшов роман «Білі шати» («Белые одежды»), який було удостоєно Державної премії СРСР (1988).
Помер в Москві 22 липня 1998.